# イモトアヤコ
イモト アヤコ（1986年1月12日 - ）は、ワタナベエンターテインメントに所属する日本のお笑いタレント、女優。愛称は珍獣ハンター・イモト。鳥取県西伯郡岸本町（現：伯耆町岸本）出身。

## 来歴

### デビュー前
2003年、鳥取県立米子西高等学校3年生の時に学校祭のミスコンテストでグランプリを獲得、同時に劇の主演女優賞やエンターテイナー賞など数々の賞を受賞。この時は氣志團のものまねなどを演じて、同性の支持を集めたとのこと。大学受験の際は早稲田大学も受験したが、不合格だった事を公表している。
2004年、文教大学情報学部広報学科に進学。大学2年時、ワタナベコメディスクールに3期生として入学した。1期上の先輩であるフォーリンラブ結成以前のバービー、同期の東京ウタカルタとトリオ「東京ホルモン娘」を組んでいた時期があり、東京ウタカルタ脱退後はバービーとのコンビで2006年のM-1グランプリに出場。本人曰く当時はネタがスベり過ぎて焦り、オチでは苦し紛れにバービーの胸を揉んで終わったとのこと（結果は1回戦敗退）。
2007年、イモトが『世界の果てまでイッテQ!』（以下、『イッテQ』）で珍獣ハンターとしてレギュラーパーソナリティのオーディションに合格。長期ロケに出る機会が多くなったのもあって、コンビは事実上解散（自然消滅）となった。

### デビュー後
大学在籍中に、『イッテQ!』の珍獣ハンターの企画で一躍注目を浴びる。イモトの実父は娘がコモドドラゴンに追いかけられているのをテレビで見て、初めて芸人になったことを知った。芸人になることを反対していた実父はこれを心配し、「鳥取に帰って来い」と叱責したという。しかし後になって両親は芸人という職業を受け入れており、イモトが掲載された雑誌などの切り抜きを集めている。
2007年9月18日放送『ハモネプリーグ』（フジテレビ）にて「高木ブーとキャンプ」（文教大学所属）にイモトとして参加するも、Cブロック最低点で敗退。しかしながらイモトのキャラクターはすでに確立しており、一番観客の笑いを獲ったステージだった。
2008年、文教大学情報学部広報学科卒業。かつては友人女性と共に東京で同居していた（2008年当時）。
2009年8月29日・30日放送『24時間テレビ32』のチャリティーマラソンランナーに選ばれ、30日21時12分に126.585 kmを完走。放送時間を約15分超過しての完走だったが、この日は第45回衆議院議員総選挙が実施された関係上、イモトのゴール時の様子は『ZERO×選挙 2009』内で22時から録画での放送となった。
2009年、並びに2013年に開催されたグラチャンバレーの応援スペシャルサポーターに就任する。

### 2010年代
2010年11月『99年の愛〜JAPANESE AMERICANS〜』にて女優として出演した。
2013年10月2日、『イッテQ!』の企画により、世界8位の高峰・マナスル登頂に成功する。
2016年夏にレギュラー出演した『家売るオンナ』ではトレードマークの太眉を封じ、新人営業マン・白州美加役を演じた。翌2017年5月26日放送の同作のスペシャル版『帰ってきた家売るオンナ』や2019年冬放送の同作の続編『家売るオンナの逆襲』でも太眉を消して出演している。
2018年には『イッテQ!』の番組内企画として、小学生時代からイモトの憧れの存在だった安室奈美恵とドッキリで対面を果たし、その後に行われた対談でイモトは自身の積年の想いを全部伝えた。この企画が注目を浴び、「安室奈美恵とイモトが一緒に海外旅行に行く」などという噂まで流れたが実際は安室と連絡を取る手段すら無く、その後のプライベートの交流は一切行なっていないと否定している。この件に関してはイモト自身から、「行かないですよ、行くわけないっていうか」「どんなアレで記事になったのかはわからないですけど」「そもそも個人的に連絡を取るとか手段もないですし、そのやりとりもないですし」と発言されている。この噂話以前にも『イッテQ!』では対談の感想に関して、「本番前に手が震えちゃって、ちょっと嫌だと思ったんです。対談があまりにも怖過ぎて」と明かしていた。
2019年11月24日、『イッテQ!』の緊急生放送にて同番組ディレクターの石﨑史郎との結婚を発表。

### 2020年代
2021年8月15日、『イッテQ!』のエンディングにて妊娠6か月である事を発表。11月21日、産休入りを発表。
2022年1月2日、『イッテQ!』の新春スペシャル『イッテQ!新春SP遠泳部に池江璃花子サプライズ登場＆女芸人＆ガールズ全集結SP』中に第1子となる男児の出産を電話で発表。3月6日放送の『イッテQ!』出演に伴い仕事へ復帰した。

### 写真家としての活動
写真家として個展も開催している。海外のロケ先では必ずたくさんの撮影をして来ている。同郷の鳥取県出身の写真家・植田正治を尊敬しており、2013年7月には植田正治写真美術館「植田正治生誕100年特別企画展 SHOJI UEDA：DUNES」を訪れテレビPRも行った。また、2014年10月から11月にかけて植田正治写真美術館で自らが世界各地で撮影した美しい風景や現地の人々の姿など計50点を展示する写真展「地球の絶景珍景写真展」が開催された。

## 人物
- 身長158 cm、体重48 kg[26]。
- バストEカップ、ウエスト62 cm、ヒップ86-88 cm。2016年11月14日放送TBSラジオ『イモトアヤコのすっぴんしゃん』にて公表[27]。バストが下がってきたと感じたイモトは、30歳にして初めてちゃんとした下着屋さんを訪れた。それまではBカップだと思い込んでいたが、店員に「Dカップでは収まらない」と指摘されEカップであることが判明[27]。
- 子供の頃になりたかったと思っていたのは、『おかあさんといっしょ』（NHK）に出演するうたのおねえさんだった[28]。
- 歯並びにコンプレックスがあり、39万円かけて歯列矯正した[3]。
- テレビなどで、鳥取の方言（西伯郡出身なので雲伯方言）で喋ることがある。
- ユナイテッド航空・マイレージ・プラスの、2014年度のプレミア1K会員である[29]。
- 東日本大震災発生間もない頃、月に1回の休みの日に自費で車を出して被災地へボランティア活動に出向いていた（事務所の後輩・なちゅの証言による）[30]。

### 家族
- 父は公務員、母は保育士。二人姉妹の長女[3]。イモトが帰省する時には鳥取のパン屋の「割れパン」を妹が買っておいてくれる[31]。

### 学生時代
- 小学校時代はバレーボール部のキャプテン[32]。中学時代では陸上部に所属。練習では皆生（米子市）の海まで自転車で行きビーチでもも上げダッシュをして、100メートルと200メートルを走っていた[31]。中学3年だった2000年に鳥取県の陸上競技大会の100メートル競走で6位。中学時代は生徒会の副会長も務めた[33]。高校時代はハンドボール部で、ここでもキャプテンを務めたが、先生から強制指名されて就任したという[34]。
- 中学生時代の1999年、モーニング娘。の第2回追加オーディション（後藤真希〈第3期メンバー〉が合格した回）に応募したが、書類審査で落選している[35]。
- 高校時代、他校に通う恋人らしき男性はいた。その恋人と雨の中キスしたエピソードを語っている[26]。高校は男女共学だったが、圧倒的に女子が多い学校だった[注 2]。
- 大学生時代は映像関係のゼミに所属し、番組制作の実習などに取り組んでおり目標はディレクターだったという。もし芸能人になっていなかったら、ADをやっていたと思うと話していた[36]が、実際に学生時代にはADのアルバイトを経験している。自分もなりたかったモーニング娘。の辻希美（当時）のための企画で食べ物を探しに行かされるなどの雑用を経験、アイドルと自分との格差を思い知らされて一層芸能界への思いが強くなったという[7]。

### 芸名
- 結婚前の本名を片仮名に変換した理由は、「分かりやすさ」のため[37]。

### 交友関係
- 事務所の後輩である中村涼子とは公私共に親交が深く、イモトと中村のツーショットが出た時には「声も顔のパーツもそっくり」「姉妹? 双子?」「どっちがイモトかわからない」などネットでの反応が出たことがあった[注 3][39][40]。中村が2019年9月に結婚した際には、イモトが婚姻届の証人になった[41]。
- 『イッテQ!』で共演している手越祐也とは仲が良い。
- 泉ピン子は一押しの芸人としてイモトの名を挙げている（後にイモトは上記のドラマにて泉ピン子の役の若い頃を演じている）[42]。
- 萩本欽一は『1番ソングSHOW』にてイモトを気に入っていることを公言している[43]。
- 『しゃべくり007』に出演した際、「珍獣や現地の人は全然平気だけど日本人にはめっぽう弱い」と発言。事務所の先輩であるネプチューンとの共演に緊張で汗を大量に流していた。その中でも堀内健のファンだったことを明かした。
- 竹内結子とは2014年に舞台『君となら〜Nobody Else But You』にて共演以降親交を深めており、一時は同じマンション内の別の部屋で暮らしていたこともあるなど無二の親友であった。それだけに2020年9月27日に竹内が死去した際にはショックを隠しきれず、同月29日に営まれた葬儀の前に遺体が安置されていた都内の斎場で故人と対面した際には泣き崩れ、現実を受け止められない様子だったという[44]。
- 山下達郎・竹内まりや夫妻の自宅を訪れたことがあり、『サンデーソングブック』で山下は「イモトちゃんはまゆ毛が太く明るくて可愛い愛されキャラ」と語っていた。
- ドラマ『家売るオンナ』（日本テレビ系）で共演した北川景子とはプライベートでも仲が良く、イモトのインスタグラムには度々北川が登場している[45]。

## 趣味・嗜好
- 子供の頃は、ミニ四駆の車体改造に夢中だった[3]。
- 自転車が好き（ピナレロのロードバイクを所有しており、他にもブロンプトンの折り畳み自転車など数台。しまなみ海道をサイクリングしたことがある）[46][47]。
- 読書好きで、好きな作家は池波正太郎、白洲正子、松浦弥太郎、林真理子、西加奈子。漫画で好きな作品は『キングダム』。飛行機での長距離移動の際によく持ち込んで読んでいるとのこと[3]。
- 中村涼子から『山と食欲と私』という漫画を勧められたのがきっかけで、キャンプにも興味を持つ[48]。2018年2月にはプライベートで2人でキャンプに行ったがイモトにとって普通にキャンプをするのはこれが初めてであり、飲料水の20リットルタンクを用意してなかったり焚き火のやり方を知らなかったりという程だった[49]。

### 好きな音楽
- 好きな楽曲はZARD「負けないで」。
- 先述の通り安室奈美恵の大ファンであり、自分のことを「鳥取の安室奈美恵」と称していたほど[3]。当初は安室のバックダンサーを目指していたと語っており、安室の曲に合わせて独特のダンスを得意としている[50]。 海外ロケ先で悪天候により帰国の飛行機が運休になり、チケットを取っていた安室のコンサートに行けなくなった時は、悔しさのあまり号泣した（本人曰く、一年で一番楽しみにしている日だとのこと）[51]。前述の通り、2018年7月29日放送『イッテQ!』の番組内で憧れの安室との対面がついに実現し、あまりの嬉しさから大号泣した[52]。

### 好きなもの
- 今まで見た中で好きなテレビドラマには、『魔女の条件』『バージンロード』を挙げている[53]。
- 巨大建造物マニアで、『イッテQ!』のパラグアイロケでパラグアイ最大のダムを訪れた時に判明。その時、ダムだけでなく発電所にある大型タービンにも興奮していた。
- ドラマ撮影用の髪型が中部国際空港10周年記念トークショーに出演した際、ミュージカル『アニー』の主人公の髪型に似てると弄られ、即興で『アニー』の歌真似を披露した[54]。

### 好きな人物・動物
- 筋肉マニアでもあり[55]、ロケで男性のムキムキの筋肉を見ると、腹筋などを触るシーンもよく見られる。
- 無類のイケメン好きと語っており、理想のタイプは手越。手越の出演していた『イッテQ!』のVTRでは、ラブコールを送ったり妄想劇を発揮するのが通例となっている（しかし、これはテレビ上の演出と思われる）。本当の理想のタイプは、櫻井翔（手越の先輩でもある）、水嶋ヒロ[56]。同年代である城田優から番組内で生放送中にキスをされたが、『行列のできる法律相談所』で「恋愛感情はない」とはっきり言われている。
- 三谷幸喜のファンでもある[37]。
- かっこいいと思う女性有名人に、江角マキコを挙げている[56]。
- 好きな動物はカピバラ[57]。

### 苦手
- 運動神経が良いという長所を持っているが、水泳は苦手[58]。オランウータンに負けるほど全く泳げない。水は苦手らしいが、番組を通じて克服した。
- パチンコ店、ゲームセンターなど音がうるさい場所も苦手[53]。
- ヘビ恐怖症だが[59]、ナマズもヘビほどではないが苦手。イモト曰く「足の無いものはダメ」と語っている。ただし、ミミズは平気。ムカデには猛毒を持っているにも関わらず、何の躊躇も無く素手で触っていた[60][注 4]。ヘビ恐怖症は相当なもので、ヘビと分からない肉の状態でもヘビの肉だと知るや否や怯える程である。

## 芸風
自称“田舎の女子高生”といったキャラクターで、セーラー服姿で出演している。制服は母校・米子西高校のセーラー服を模したデザインである。方言を使った一人コントを展開する。なお太く見える眉毛は描いており、油性フェルトペンではなくアイブロウペンシルで描いている。眉を太く描くようになった理由は本人曰く「顔がパッとしない」とのことで、田舎の女子高生を演じるコントで田舎っぽさを出すことを色々考えていたところ、眉を太く描いてみたらしっくりきたと思ったことだった。なお、珍獣ハンターとしての仕事で強い動物と対決する時は、より太く描いている。ちょうど柳原可奈子のギャルキャラコントがヒットしていた頃に、自分は逆を張ろうとして田舎者キャラでいこうと決めたという。本人は「ブサイクメイク」であることを強調し、すっぴんは美女（本人自称で成海璃子似）であると語っている。ちなみに素顔は上記プレスカードの写真や番組ディレクターのアポ無し自宅訪問のほか、TOKYO GIRLS COLLECTION 2009AUTMN/WINTER や2010年10月10日付けの公式ブログなどでも公開されている。

## 仕事に関するエピソード
- 『イッテQ!』でのロケのため、1年の半分以上を海外で過ごしている。自称『日本一家賃を無駄にしている女』[26]。
- 『イッテQ!』の企画により日本と海外を頻繁に往来しているため、旅券の入国スタンプの数が多く増冊してもすぐに全ページ埋まって交換となってしまう（増冊は発給1回につき一度だけ。2度目からは再発給）。
- 海外で食べた食物の中で衝撃だったものは、土だったと語っている[65]。

## 登山部
- 2009年から『イッテQ!』の企画で登山活動に取り組み、最終的には世界最高峰であるエベレスト登頂を目指している。
- 2013年10月、マナスル登頂前の『イッテQ!』の談話として、「純粋に山にとりつかれたわけではなく、（自分は）三浦雄一郎さんのようなモチベーションとは違う。生半可な気持ちで山登っちゃいけないような気がしている」と登山に対する胸中を語っている。
- 2015年3月に行われた八甲田山合宿では「プライベートでは山には登りたくない」とも語っている。

### 主なプロジェクト
- 2009年05月 キリマンジャロ登頂（標高5895m）
- 2010年08月 モンブラン登頂（標高4810m、三山縦走〈タキュル→モンモディ→モンブラン〉）
- 2011年08月 キリマンジャロ登頂（標高5895m、2回目）
- 2012年01月 アコンカグア登頂断念（標高6962m、標高6890m地点で国際山岳ガイドの角谷道弘の判断で下山開始）
- 2012年09月 マッターホルン登頂（標高4478m、下山にヘリコプター使用）
- 2013年10月 マナスル登頂（標高8163m）
- 2014年04月 エベレスト登頂断念（標高8850m、メラピーク（英語版）を下山した直後に挑戦したがベースキャンプ・カーレ〈標高4900m〉で断念[66][67]）
- 2015年06月 デナリ登頂（標高6168m）
- 2016年08月 アイガー登頂（標高3970m、下山にヘリコプター使用）
- 2017年12月 ヴィンソン・マシフ登頂（標高4892m）
- 2020年10月 下ノ廊下完歩
- 2020年11月 雄山（立山の一峰）登頂（標高3003m）
- 2025年3月 ブライトホルン（冬山）登頂（標高4164m、2回目）

### その他
- 2010年01月 崋山登山（標高2160m）
- 2011年12月 西穂独標登頂（標高2701m、雪山登山・滑落訓練）
- 2012年08月 国立登山研究所人工壁登頂（高さ17m、人工のクライミング・ウォールによるロッククライミング基礎訓練）
- 2012年08月 剱岳（源次郎尾根ルート）登頂（標高2999m、アイゼンによる岩山登山訓練、高所訓練）
- 2012年08月 リッフェルホルン登頂（標高2757m、マッターホルン登頂のテストトライアルクライミング）
- 2012年08月 ブライトホルン登頂（標高4164m、マッターホルン登頂のテストトライアルクライミング）
- 2012年09月 リッフェルホルン登頂（標高2757m、2回目、標高差200mのアイゼンによる岩山登山訓練）
- 2013年03月 八ヶ岳（南沢大滝氷壁）登頂（高さ21m、アイスクライミング技術習得訓練）
- 2013年春ごろ エクスカリバータワー（オランダ）登頂（高さ37m、人工のクライミング・ウォール）
- 2013年07月 槍ヶ岳合宿
- 2013年07月 槍ヶ岳登頂（標高3180m）
- 2013年07月 北穂高岳登頂（標高3106m）
- 2013年08月 富士山登頂（標高3776m、一合目からの登頂）
- 2014年02月 キナバル登頂（標高4095m）
- 2014年冬 大山登頂（標高1729m）
- 2014年04月 メラピーク（英語版）登頂（標高6461m、エベレスト登頂前の高所順化）
- 2015年03月 八甲田山合宿（スノーシューズトレーニング、クレバス脱出訓練、3週間の雪上生活訓練）
- 2015年03月 八甲田山系大岳単独登頂（標高1584m）
- 2015年春頃 ルッツォーネダム（英語版）登頂（高さ165m、傾斜90度、世界一の人工のクライミングウォール）
- 2016年08月 メンヒ登頂（標高4107m、アイガー登頂のテストトライアルクライミング）
- 2017年12月 アルプフーベル登頂（標高4206m）

## 出演

### バラエティ
- 世界の果てまでイッテQ!（2007年11月 - 、日本テレビ）レギュラー
  - コンビを解散した現在でも、バービーと不定期に共演している。バービーは準レギュラー。

過去の出演番組
- ミリオンダイス（日本テレビ） レギュラー
- 青春!イモトの門（2010年、BSフジ） ワタナベコメディスクール3期卒業生として出演、メインMC
- イモトアヤコ隊長の美味しい夏メシ探検隊（2010年8月、テレビ東京）
- ハケンOLは見た!（ - 2011年9月、テレビ東京） レギュラー
- 幸せの黄色い仔犬（中京テレビ） 「シアワセの黄色い表彰状」のコーナーに出演
- なんでもワールドランキング ネプ&イモトの世界番付（2011年2月25日、2011年10月 - 2016年3月、日本テレビ）

### テレビ番組
- テレビで中国語（2021年3月30日 - 2022年3月22日、NHK Eテレ） - 生徒
- 中国語!ナビ（2022年4月6日 - 、NHK Eテレ） - 生徒

### ラジオ番組
- FMシアター『ほかの誰でもないアヤコ』（2016年9月17日、NHK-FM）- 花島アヤコ 役[68]

※平成28年度文化庁芸術祭優秀賞受賞作品
- イモトアヤコのすっぴんしゃん（2016年10月3日 - 、TBSラジオ）

### 単発・特別番組
- 24時間テレビ34（2011年8月20日・21日、日本テレビ）番組パーソナリティー
- 雲霧仁左衛門4 放送直前SP〜池波正太郎の魅力、時代劇の町・京都の秘密（2018年8月31日、BSプレミアム）- 池波正太郎の魅力を語る
- 24時間テレビ48 愛は地球を救う（2025年8月30日・31日〈予定〉、日本テレビ） - スペシャルサポーター[69]

### 広告
- トヨタ自動車 PASSO おすすめ編（2009年） -  加藤ローサの友人役で出演。
- サントリー「ビタミンウォーター（肉食系男子篇）」（2009年） - 速水もこみち、照英と共演
- バンダイ 怪獣バスターズ「イモト」篇（2009年12月1日 - ）[70]
- 任天堂「ニンテンドーDSソフト・絵心教室DS」 （2010年） -  絵のモデル 役
- 日本ケロッグ ココくんのチョコワ「フラフープ」篇（2010年5月9日 - ）[71]
- ネスレ日本
  - 「ネスカフェ エクセラ 北海道の牧場カフェオレ 登場（モーモーズ）篇」（2010年11月8日 - ） - 中川翔子、安倍麻美、橋本楓、高橋胡桃と吹き替えを担当[72]
  - ネスカフェ エクセラ「エクセラで、ラテ!・medium編」（2011年） - 石塚英彦と共演
  - ネスカフェ 珈琲の恵み 生豆茶「オフィス」篇、「家」篇（2012年9月6日 - ） - 仲間リサ、中村明花と共演[73]
- 坂善商事「サカゼン」（2012年） - 中山秀征、五十嵐隼士、石塚英彦と共演
- エクスコムグローバル「イモトのWiFi」（2013年 - ）
  - チャンカワイ（Wエンジン）、バービーと共演。なお、イモトとバービーの元コンビによる共演はこのCMが初である。
  - 「オーディション篇」（2019年9月 - ） - 加藤一二三、五木ひろし、アンミカと共演[74]

- 森永製菓「森永甘酒」（2015年 -  2019年3月）
- エバラ食品工業 浅漬けの素「浅漬けイモト シーン」篇、「浅漬けイモト 甘酢」篇（2017年5月26日 - ）[75]
- 中国電力（2017年 - ）
  - 3人のイモトさん 機能編（2017年6月）
  - 3人のイモトさん 環境編（2017年6月）
  - イモトさん「100万もの愛」篇（2017年11月2日 - ）[76]
- ポケモン ポケットモンスター サン・ムーン「スカル団」篇（2017年3月11日 - ）[77]
- エイチ・アイ・エス 「スーパーサマーセール」（2018年5月18日 - ）
- サンヨー食品「夏のサッポロ一番塩らーめん・サラダチキンラーメン」（2018年6月） - 竹内結子、劇団ひとり、寺田心と共演。
- サントリー食品インターナショナル 伊右衛門「こころの茶屋 太眉」篇（2019年7月1日  - ） - 本木雅弘、宮沢りえと共演[78]
- タカラトミー リズモ「イモトのイモート リズモ」篇（2019年11月2日 - ）[79]
- サムティ 犬のサムティ君「不動産を、超えてゆけ。ジャンプ」篇（2022年1月4日 - ） - 声の出演、テーマソングの歌唱[80]
- 大正製薬「おなかの脂肪が気になる方のタブレット」（2023年5月16日 - ）
- AOKIホールディングス「フレッシャーズ」（2024年1月17日 - ）
- セイバン 天使のはね「軽くて、軽い！ノーマル」篇、「軽くて、軽い！ペンピポパペ」篇（2024年2月1日 - ）[81]
- GO「イモトがGO！突撃！ライドシェアドライバー」シリーズ（2024年3月27日 - ）[82]

### テレビドラマ
- 99年の愛〜JAPANESE AMERICANS〜（2010年11月3日 - 11月7日、TBS） - 平松とも（当時編） 役 - 女優デビュー作品
- 生きてるだけでなんくるないさ（2011年8月20日、日本テレビ） - 矢島春奈 役
- ご縁ハンター（2013年4月13日 - 4月27日、NHK総合） - 井上千帆 役
- 最高のおもてなし（2014年2月28日、日本テレビ） - 主演・鈴木ちえ 役
- 結婚に一番近くて遠い女（2015年3月6日、日本テレビ） - 主演・別府すみれ 役
- 家売るオンナ（2016年7月13日 - 9月14日、日本テレビ） - 白洲美加 役[83]
  - 帰ってきた家売るオンナ（2017年5月26日） - 白洲美加 役
  - 家売るオンナの逆襲（2019年1月9日 - 3月13日） - 白洲美加 役
- 創作テレビドラマ大賞「あなたにドロップキックを」（2017年3月17日、NHK総合） - 主演・秋吉秋子 役[84]
- ウチの夫は仕事ができない（2017年7月8日 - 9月16日、日本テレビ） - 町田あかり 役
- 下町ロケット（2018年10月14日 - 12月23日、TBS） - 島津裕 役[85]
  - 下町ロケット新春ドラマ特別編（2019年1月2日） - 島津裕 役
- マイ・セカンド・アオハル（2023年10月17日 - 12月19日、TBS） - 根村眞子 役[86]
- 東京サラダボウル（2025年1月7日 - 3月4日、NHK総合・NHK BS4K） - 清宮百合 役[87]

### テレビアニメ
- タイムボカン 逆襲の三悪人（2018年2月17日、読売テレビ） - 本人 役[88]

### 舞台
- 君となら〜Nobody Else But You（2014年、PARCO劇場） - 小磯ふじみ
- 朗読劇『ラヴ・レターズ 〜2016 The Climax Special〜』（2016年6月22日、PARCO劇場） [89]

### Web
- WEタウンBB「スタ缶」 （あっ!とおどろく放送局、2006年）
- あっ！と芸人コレクション！ イモトアヤコ「初めてのお泊り。」 （あっ!とおどろく放送局）

## 書籍
- 『珍獣ハンター・イモト 動物図鑑』（日本テレビ出版 2009年2月）
- 『どうも、どうも イモトアヤコでございます。』（集英社 2009年10月）
- 『珍獣ハンター・イモト 動物図鑑 アフリカ編』（日本テレビ出版 2010年3月）
- 『イモトアヤコの地球7周半』（プレジデント社 2013年6月28）
- 『イモトの元気の素 88の言葉』（日経BP、2016年1月22日）[90]
- 『CREA』「旅は道づれ 世はWOW!」（文藝春秋 2017年10月号～2020年11､12月号）
- 『棚からつぶ貝』（文藝春秋 2020年11月）

## ゲーム
- イモトの珍獣だらけ （日テレ×GAME[リンク切れ]） 携帯電話用ゲーム
- 世界の果てまでイッテQ! 珍獣ハンターイモトの大冒険（2010年5月27日、カムイ） ニンテンドーDS用ソフト

## CD
G20+ネプ&イモト名義
- ボクラノセカイ（2012年8月8日、Sony Music、ESCL 3951） - 日本テレビ『ネプ&イモトの世界番付』テーマソング

## 写真展
- 写真展「地球の絶景珍景写真展」（2014年10月29日 - 11月30日、植田正治写真美術館）